# Polylepis australis
Polylepis australis är en rosväxtart som beskrevs av Friedrich August Georg Bitter. Polylepis australis ingår i släktet Polylepis och familjen rosväxter. Inga underarter finns listade i Catalogue of Life.

## Bildgalleri

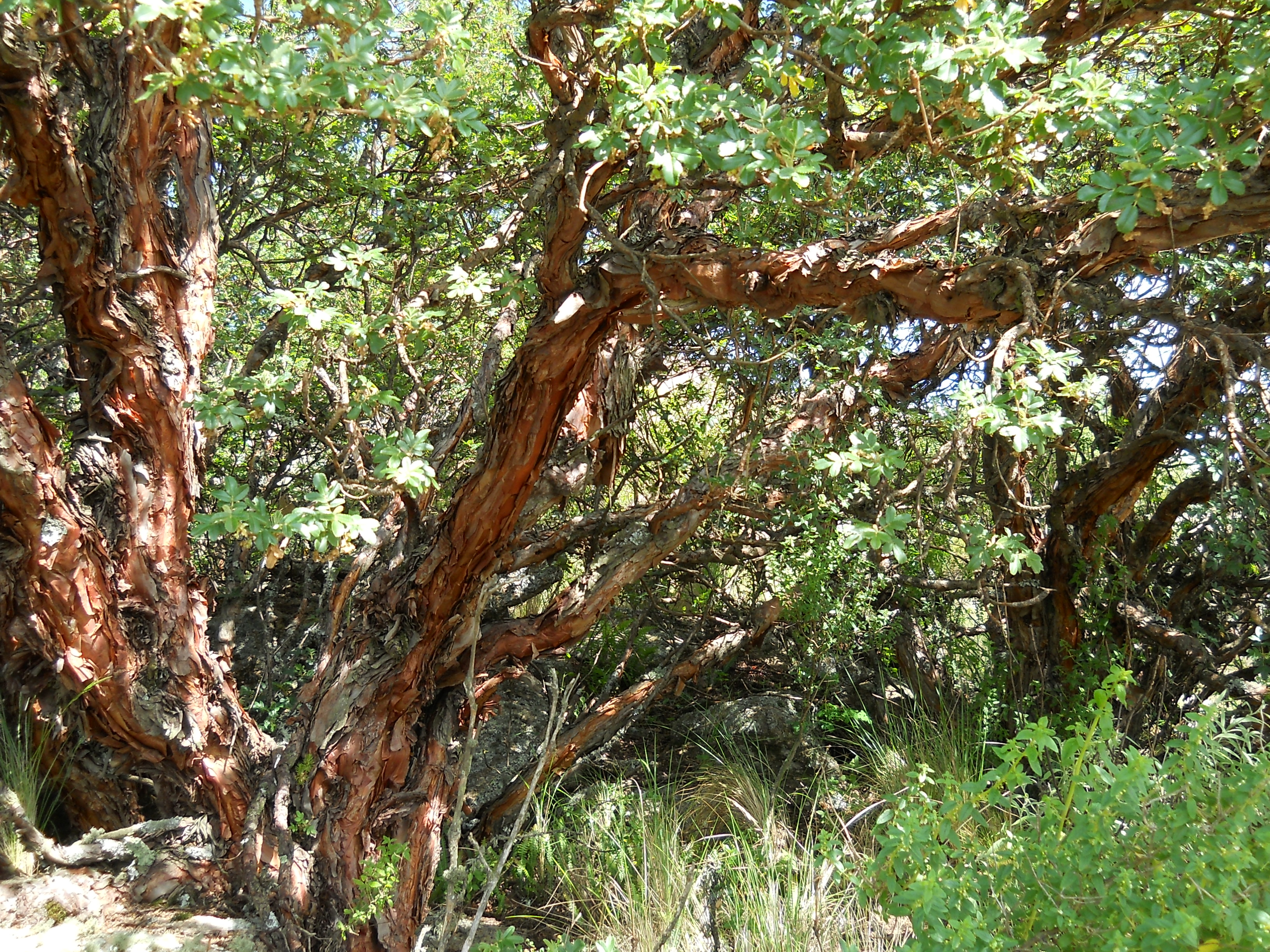
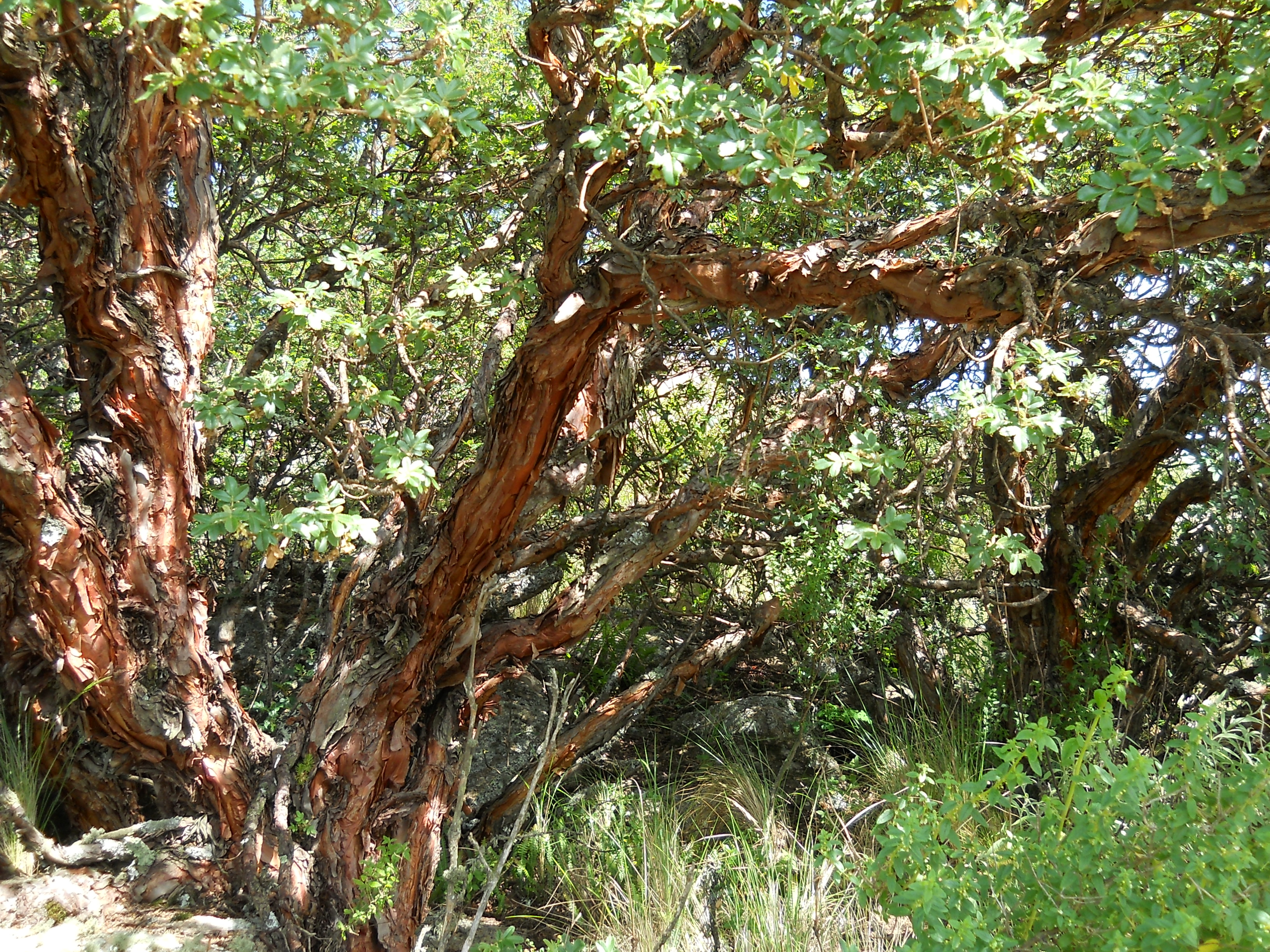